# ورشة بناء

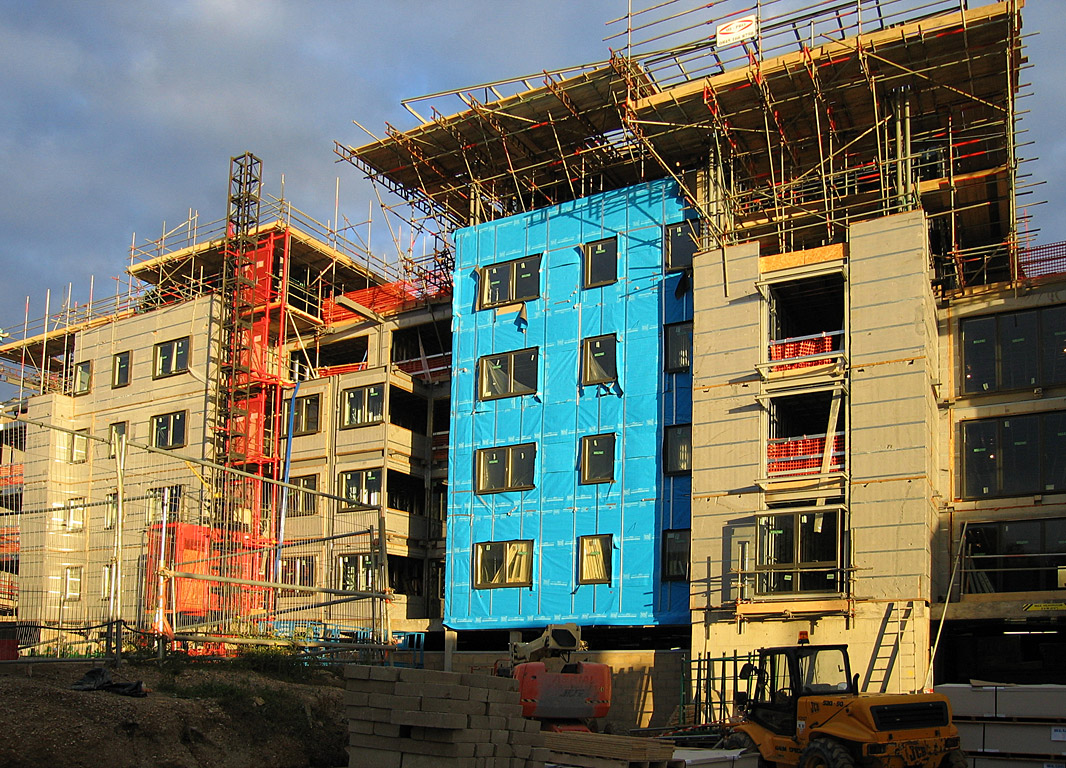
ورشة بناء

الموقع الإنشائي أو المحضر أو ورشة البناء أو موقع البناء هي المساحة المخصصة للمشروع (عتاد. عمال. مواد. مشروع)
ويمكن القول أن تنظيم الورشة هو كتنظيم لمراحل وفعاليات العمل ضمن شروط معينة تضمن سرعة التنفيذ وجودة العمل وكذا اقتصادية المشروع.
يمكن أن يكون موقع البناء ثابتًا (كما عند بناء مبنى أو سفينة) أو متحرك (كما عند إنشاء الطرق والأنفاق والسكك الحديدية وما إلى ذلك).

## العوامل المساهمة في تنظيم الورشات
من أبرز العوامل المساهمة في التنظيم هو ما يعرف بالتنافس أي :
- متطلبات الزبون في تقليص مدة الإنجاز ونوعية العمل.
- رغبة صاحب العمل في زيادة أرباحه من جهة وكذا بالنسبة للعمال في زيادة وقت الراحة وهذا ما يتطلب تنظيم عمل يتماشى مع رغبة الطرفين.
- قدرة الشركة على المنافسة أي تقليص المصاريف وثمن العائدات.
- الدراية الكاملة بتطورات البناء الجديدة حتى يكون هناك الاستغلال الأمثل للطاقات المتوفرة.

والطريقة المثلى والاقتصادية لاستغلال الإمكانيات المادية والبشرية المتاحة في الورشة ولا يكون هذا إلا بضمان الفعالية الكاملة لسير المشروع ولا يكون ذلك إلا بتحقيق ما يلي :
- تنظيم تسلسل فعاليات من التركيز على اليد العاملة الخبيرة بوضع العمليات الأساسية بترتيب معين يسمح بتعيين مراحل العمل.
- وضع بعناية أماكن العمل الثابتة من أجل زيادة فعالية سير العمل.
- تحديد بدقة طرق التنفيذ وطرق العمل التي تسمح عمليا باستغلال التقنيات الجديدة للبناء بالاستعانة بآلات ومعدات ذات مردود كبير
- دراسة كلفة اليد العاملة ومدى تأثيرها على تكاليف المشروع.

## أهداف تنظيم الورشات
إن المهمة الرئيسية للورشة هي إنجاز المشروع. ولا يكون ذلك إلا بعد تحقيق، تخطيط مسبق، تقييم، مراقبة، متابعة.
هذه المهمة تحقق الأهداف المتمثلة في :
- إنجاز متطلبات صاحب المشروع.
- تحقيق فكرة رئيس المشروع.
- تحقيق المشروع في أقل تكلفة وأقصر وقت ممكن.

## أهداف تنظيم الورشة
- ترتيب عمليات الإنجاز.
- الاقتصاد في الوقت والكلفة
- طرق تحسين التنفيذ
- إتقان طرق عمليات المشروع.
- تحضير تنظيم فعالية الإنتاجية.

## أنواع الورشات
يكون تصنيف الورشات على العموم حسب حجم الأعمال حيث نجد:

### الورشات الصغرى
تكون ذات طاقة وإمكانيات محدودة غالبا ما تحتوي على :
- مخزن (رمل، الحصويات، مواد البناء)
- خلاطة ذات سعة 200 ل ورافعة صغيرة.
- غرفتين إحداهما لحفظ الاسمنت وأخرى متعددة الخدمات.

### الورشات المتوسطة
تكون ذات طاقة وإمكانيات متوسطة تحتوي على:
- مكتب صغير لرئيس الورشة مجهز بهاتف.
- مخازن للإسمنت وباقي المواد.
- خلاطة ذات سعة 500 ل
- رافعة ذات سكة.
- بعض العتاد الأخر المناسب.

### الورشات الكبرى
تكون ذات طاقة وإمكانيت كبرى تحتوي على :
- مكتب لمسير الأشغال مجهز بهاتف.
- مكتب رئيس الورشة مجهز بهاتف.
- مستودع لتخزين المواد من النوع الكبير.
- مطعم ومرافق صحية.

## طرق تنظيم الورشات
إن التنظيم العملي في الورشات يتضمن :

### الوصف
وهو التنظيم الأمثل للعمل بوضع تنسيق منطقي وتقني لمراحل إنجاز الورشة.

### البرمجة
تكون بعد إنجاز نظام معين لإنجاز مراحل العمل يخضع للدراسة الميدانية العملية

### التخطيط
يشمل كل التنظيم، كدى التحضير التقني للعمل، التوقعات، وإنشاء برامج تقدم الأعمال على مراحل معينة أي وضع تقديري لزمن سير الأشغال، فالتخطيط معناه التحكم في قيادة وتنظيم العمل

### دور العمل
يقصد بترتيب لفعاليات متتالية تحدث بنفس التدرج أثناء وقت معين وهذا ما تطلب إحداث برنامج مضبوط يساهم في الإنتاج

### التنهيج
من خلاله يمكن التعرف على مدة إنجاز الأعمال وكذى تاريخ بداية المشروع ولهذا يجب إنجاز مخططات عامة لتنفيد الأعمال توضح الدراسات والطرق المنتهجة وكدى الوسائل التي تحتاجها الورشة. التنهيج أداة من أدوات العمل الدائمة تسمح بضمان العمل والمراقبة الدائمة في الورشة.

## أنواع التنهيج (المخططات)

### لمخطط العام لتقدم الأعمال
يخص بوضع كامل التوقعات من دراسة مراحل التنفيد ووصفها إلى تشابك وتداخل العمليات ضمن المدة المتعاقد عليها. وهذا يعمل على تنسيق العمل بين مختلف مقاولات الورشة أي خلق تنهيج خاص لكل مقاولة أكثر دقة من التخطيط العام

### المخططات الخاصة
تضم وتهتم بتنظيم الأعمال وتنفيدها حيث نجد :
- مخطط تقدم تحظير الورشة.
- مخطط التجريفات.
- مخطط التهيئة للورشة يتضمن تجهيزات سير العمل.
- مخطط وصف تسلسل العمليات أي دورة إنشاء الهياكل.

## تكنولوجيا التنفيد
المنشآت تنقسم إلى عدة أصناف أو عدة مجموعات من الأعمال التي تعتبر كتتابع منطقي لطريقة التنفيذ إذ نجد :
- أعمال التجريفات. الأساسات. الطوابق المختلفة. وبالتالي تنقسم هذه الأعمال إلى مجموعة من الأشغال تستند إلى فرق مختصة وهذا للحصول على عمل تام ومنسق

## دراسة العتاد
إن للعتاد أهمية كبرى في إنجاز المشاريع. حيث إمكانية إنتاجها تفوق بكثير إمكانية العمال اليدويين. فلهذا فإن استعمال العتاد الجيد الملائم لكل عملية تجعل المشرف على عملية. على عملية الإنجاز يتحكم بسهولة في العمليات ومدة إنجازها. فالعتاد الكبير المستعمل لإنجاز البناية تختار بدلالة متطلبات الورشة وهذا قصد الحصول على مردود جيد.
- عتاد النقــل : يتمثل في وسائل النقل.
  - الشاحنات : حيث يتم اختيار هذه الأخيرة حسب حجم المشروع الذي نريد إنجازه. والشاحنة هي آلة مخصصة لنقل الردم والأتربة وتموين الورشة بالمواد المختلفة (آجر. حديد...)

### عتاد التجريفات
تشمل كل آليات الحفر. الرص. الصقل. حيث نجد :
- الجرافة : هي آلة ذات عجلات حديدية (سلاسل) متكونة من صفيحة فولاذية

مستقيمة وعمودية أو منحنية قليلا مثبتة في مقدمة الجرافة بالتعامد مع محور سير الجرافة وقد تكون هذه الصفيحة ثابتة أو متحركة أو تستعمل في نقل الصخور المفتتة ودفع الأتربة وبفضل استعمالها في عملية نزع التربة النباتية وكذلك لتركيم المواد المحفورة أو لتفريش الردم.
- الرافعة : هي آلة تسمح بالتنقل من نقطة لأخرى داخل الورشة. ويجب أن يكون موقعها داخل الورشة محدد بحيث تسمح جميع البناية عموديا وأفقيا. ولها علاقة مباشرة بالخلاطة وهذا أثناء عملية الصب وهي ذات خصائص بحيث تستطيع رفع خلطة واحدة للخلاطة مرتبطة مع سهم الرفع
- المنشار الدائري : يوجد في مكان القولبة وهو ذو أهمية لتقطيع وتهيئة الخشب حسب أبعاد كل عنصر نريد قولبته.
- المحمل : وهي آلة ذات قدرة كبيرة محمولة فوق عجلات مطاطية. تستعمل في عملية نقل الردم والأتربة وتحميل الشاحنات بواسطة قدح وهو يتقدم الجهة الأمامية للمحمل.
- الحفارة الهيدروليكية : هي حفارة تعمل اعتمادا على مبدأ الضغط محمولة على عجلات مطاطية.